# Miroslav Řihošek (atlet)
Miroslav Řihošek (16. října 1919, Přerov – 8. února 1997, Praha) byl československý atlet, dálkař a trojskokan. Držitel československých rekordů v dálce (1946 – 729 cm) a trojskoku (1946 – 14,45 m). Se svými krajany třikrát posunul hodnotu ve štafetě na 4×100 metrů. Ze 42,8 s (1943) na 42,2 s (1946). 

## Sportovní kariéra
S atletikou začínal v roce 1935 v rodném Přerově, poté v Olomouci (Sokol, LTC), NSK a VSK Praha (1942–1947) a v letech 1948–1950 byl členem Sokola Vinohrady.
Největší úspěchy své kariéry zaznamenal na Mistrovství Evropy v atletice v norském Oslu v roce 1946. Zde vybojoval v novém, tehdy československém rekordu bronzovou medaili ve skoku do dálky. Jeho výkon měl hodnotu 729 cm. Ve finále byl také Zdeněk Matys, který obsadil 7. místo. Druhý bronz Řihošek vybojoval společně s Mirko Paráčkem, Leopoldem Lázničkou a Jiřím Davidem ve štafetě na 4×100 metrů v čase 42,2 s, což znamenalo rovněž posunutí československého rekordu.
V roce 1947 získal na univerziádě v Paříži bronzovou medaili v dálce (704 cm).

## Rodina
Jeho syn Mirek Řihošek je znám jako kytarista a bendžista skupiny Rangers – Plavci.